# Murchisonovy vodopády
Murchisonovy vodopády (také Kabaregovy vodopády) jsou vodopády na Viktoriině Nilu v Ugandě, nedaleko města Paraa. Padesát metrů široká řeka se vrhá pouze pět metrů širokou soutěskou do hloubky 43 metrů. Prvním bělochem, který vodopády objevil, byl v roce 1864 Samuel White Baker a pojmenoval je podle předsedy Královské zeměpisné společnosti Rodericka Murchisona. V roce 1952 byl v okolí vodopádů vyhlášen Národní park Murchisonovy vodopády.
Diktátor Idi Amin razil pro vodopády název Kabarega podle náčelníka domorodého státu Buňoro z konce 19. století.